# Méthode des moments (physique statistique)
Pour les articles homonymes, voir Méthode des moments.
La méthode des moments en physique statistique consiste à transformer une équation cinétique en une série d'équations sur les moments de la densité numérique décrivant la distribution de la variable. Le système ainsi obtenu est incomplet : il faut donc ajouter une condition supplémentaire, laquelle est plus ou moins arbitraire et dépendante du problème traité.

## Équation cinétique
Ce type d'équation comme l'équation de Boltzmann s'écrit sous forme générique
{\displaystyle {\frac {\mathrm {d} f(\mathbf {u} ,\mathbf {x} ,t)}{\mathrm {d} t}}={\frac {\partial f(\mathbf {u} ,\mathbf {x} ,t)}{\partial t}}+\mathbf {u} \cdot {\boldsymbol {\nabla }}f(\mathbf {u} ,\mathbf {x} ,t)=S(f)}
où
| {\displaystyle \mathbf {x} }                   |  | est l'espace,                                         |
| {\displaystyle t}                              |  | le temps,                                             |
| {\displaystyle \mathbf {u} }                   |  | la vitesse microscopique,                             |
| {\displaystyle f(\mathbf {u} ,\mathbf {x} ,t)} |  | la densité numérique de {\displaystyle \mathbf {u} }, |
| {\displaystyle S(f)}                           |  | un terme source lié aux interactions.                 |

## Moments
On note
| {\displaystyle m} |  | la masse de la particule |
| {\displaystyle \otimes } |  | le produit tensoriel     |
| {\displaystyle :} |  | le produit contracté     |
| {\displaystyle \langle {\mathsf {g}}\rangle =\int _{0}^{\infty }\int _{0}^{\infty }\int _{0}^{\infty }{\mathsf {g}}\mathrm {d} \mathbf {u} } |  | l'intégrale sur u        |

On appelles moments de f les quantités suivantes, obtenues en multipliant f par {\displaystyle 1,\mathbf {u} ,m\mathbf {u} \otimes \mathbf {u} ,{\frac {1}{2}}mu^{2}\mathbf {u} } et en intégrant sur u.
| {\displaystyle n=\langle f\rangle }                                                       |  | nombre de particules par unité de volume (scalaire) |
| {\displaystyle \mathbf {V} ={\frac {1}{n}}\langle \mathbf {u} f\rangle }                  |  | vitesse macroscopique (vecteur) |
| {\displaystyle {\mathsf {P}}=\langle m\mathbf {u} \otimes \mathbf {u} f\rangle }          |  | tenseur des contraintes ou de pression (tenseur symétrique d'ordre 2). La pression thermodynamique est la trace de ce tenseur {\displaystyle p={\frac {1}{3}}\langle mu^{2}f\rangle } |
| {\displaystyle e=\left\langle {\frac {1}{2}}mu^{2}f\right\rangle }                        |  | énergie interne (scalaire) |
| {\displaystyle \mathbf {q} =\left\langle {\frac {1}{2}}mu^{2}\mathbf {u} f\right\rangle } |  | flux de chaleur (vecteur) |

Les quantités obtenues sont des quantités macroscopiques : l'opération constitue donc un changement d'échelle.
La méthode des moments consiste à multiplier successivement l'équation cinétique par les quantités ci-dessus et à intégrer
{\displaystyle {\begin{array}{rcl}{\frac {\partial }{\partial t}}\langle f\rangle +{\boldsymbol {\nabla }}\cdot \langle \mathbf {u} f\rangle &=&0\\[0.6em]{\frac {\partial }{\partial t}}\langle m\mathbf {u} f\rangle +{\boldsymbol {\nabla }}\cdot \langle m\mathbf {u} \otimes \mathbf {u} f\rangle &=&0\\[0.6em]{\frac {\partial }{\partial t}}\langle {\frac {1}{2}}mu^{2}f\rangle +{\boldsymbol {\nabla }}\cdot \langle {\frac {1}{2}}mu^{2}\mathbf {u} f\rangle &=&0\end{array}}}
Tous les seconds membres sont nuls car {\displaystyle n\,,\,m\mathbf {u} \,,\,{\frac {1}{2}}mu^{2}} (nombre de particules, quantité de mouvement, énergie) sont conservés au cours d'une interaction et donc conservés sur l'ensemble de celles-ci en un point et à un instant donnés.
On remarque que chaque équation portant sur la variation temporelle d'un moment fait intervenir le moment d'ordre supérieur. La méthode constitue une fuite en avant et il faudra donc faire quelque chose pour fermer le système.
En introduisant la masse volumique {\displaystyle \rho =nm} ces équations s'écrivent en multipliant la première par m.
{\displaystyle {\begin{array}{rcl}{\frac {\partial \rho }{\partial t}}+\nabla \cdot (\rho \mathbf {V} )&=&0\\[0.6em]\rho \,{\frac {\partial \mathbf {V} }{\partial t}}+\rho \,(\mathbf {V} \cdot \nabla )\mathbf {V} +\nabla \cdot {\mathsf {P}}&=&{\frac {\partial (\rho \,\mathbf {V} )}{\partial t}}+\nabla \cdot (\rho \mathbf {V} \otimes \mathbf {V} )+\nabla \cdot {\mathsf {P}}=0\\[0.6em]{\frac {\partial (\rho \,e)}{\partial t}}+\nabla \cdot (\rho \,e\,\mathbf {V} )+\nabla \cdot \mathbf {q} +\nabla \cdot ({\mathsf {P}}{\textbf {:}}\mathbf {V} )&=&0\end{array}}}
Ce système est nommé équations d'Enskog. Les quantités {\displaystyle {\mathsf {P}}} et {\displaystyle \mathbf {q} } sont inconnues à ce stade de la modélisation.

## Fermeture du système
Diverses méthodes sont possibles
- un développement de f en série d'un « petit paramètre » : c'est la méthode de Chapman-Enskog.
- une hypothèse a priori sur la forme de f, par exemple une série de polynômes d'Hermite dont les coefficients deviennent les inconnues du problème : c'est la méthode de Grad[1].
- une hypothèse sur une propriété de la solution : c'est par exemple la « fermeture entropique » qui suppose que la solution maximise l'entropie {\displaystyle S=k\,(f\log f-f)} du système. Le problème est alors résolu à l'aide des multiplicateurs de Lagrange[2].

## Autres équations cinétiques
On remarquera que la densité numérique f peut être vue comme le produit du module de {\displaystyle \mathbf {u} } par une distribution angulaire {\displaystyle g(\Omega )} définie sur la sphère unité
{\displaystyle f(\mathbf {u} ,\mathbf {x} ,t)=||\mathbf {u} ||(\mathbf {x} ,t)g(\Omega )}
La méthode s'applique donc aux équations cinétiques décrivant de telles distributions, par exemple l'équation du transfert radiatif qui porte sur le nombre de photons ou la luminance {\displaystyle L(\mathbf {x} ,t,\Omega )}.
Dans le cas où la fonction de distribution porte sur des quantités scalaires et non plus vectorielles, par exemple dans le cas de l'équation de Smoluchowski, les moments sont scalaires et l'on retrouve des choses analogues à la méthode des moments utilisée en statistiques.

### Ouvrages de référence
- (en) Lev Landau et Evgueni Lifchits, Course of Theoretical Physics : Statistical Physics, Pergamon Press, 1958
- (en) Joachim Oxenius, Kinetic Theory of Particles and Photons : Theoretical Foundations of Non-LTE Plasma Spectroscopy, Springer Verlag, coll. « Springer Series in Electrophysics », 1986, 356 p. (ISBN 978-3-642-70728-5, lire en ligne)
- (en) E. Weinan, Principles of Multiscale Modeling, Cambridge University Press, 2011, 466 p. (ISBN 978-1-107-09654-7, lire en ligne)